# Île Berghaus
Pour l’article homonyme, voir Berghaus (homonymie).
L'île Berghaus (en russe : Остров Бергхауз) est une petite île de la terre François-Joseph, en Russie. 
Située à proximité (1,5 km au nord-est) de l'île Hall, dans la baie des Hydrographes, l'île, de forme circulaire d'environ 1 km de diamètre, est un éperon rocheux haut de 372 m, souvent libre de glace. 
Elle a été nommée en hommage au cartographe allemand Heinrich Berghaus (1797-1884).